# Historia marynarki wojennej w Rosji
Historia marynarki wojennej w Rosji

## Historia

### Początki marynarki wojennej
W XVII wieku Rosja, jako państwo rządzone centralnie, rozpoczęła walki o dostęp do Morza Bałtyckiego, Czarnego i Azowskiego. W toku tych walk zdobyto doświadczenie w wykorzystaniu w walce łodzi rzecznych z siłami lądowymi. W latach 1667–1669 przeprowadzono próbę budowy statków morskich w Diedinowie na Oce, w celu obrony dróg handlowych na Wołdze, zabezpieczających wyjścia na Morze Kaspijskie. W 1668 zbudowano okręt posiadający 26 dział o nazwie Orzeł, jacht, czółna i szalupy.

### Rosyjska Cesarska Marynarka Wojenna

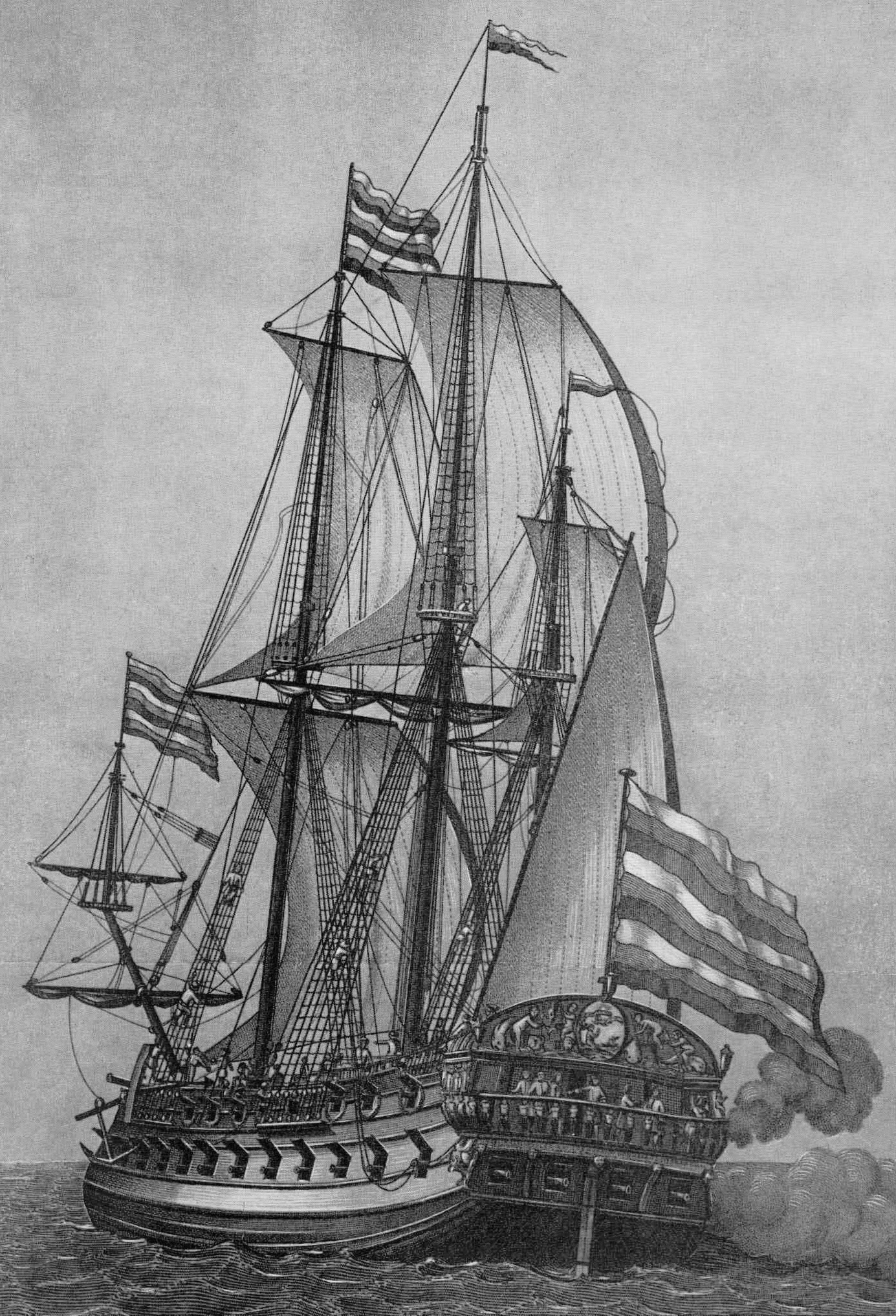
Predestynacja (1700)

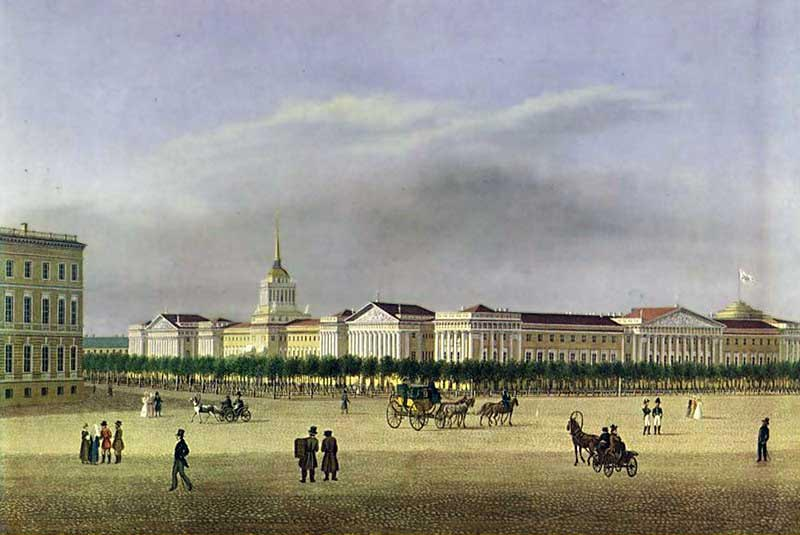
Siedziba rosyjskiej admiralicji

Utworzenie floty przypada na lata panowania Piotra Wielkiego. W czasie drugiej wyprawy azowskiej 1696 przeciw Turcji po raz pierwszy wzięły udział 2 okręty liniowe, 4 brandery, 23 galery i ponad 1300 strugów. Po zajęciu twierdzy Azow, zgodnie z zaleceniem Piotra I o budowie Floty Azowskiej, Duma Bojarska 20 października 1696 postanowiła „budować okręty morskie”. Dzień ten przyjęto za dzień narodzin Rosyjskiej Marynarki Wojennej.
W czasie III wojny północnej 1700–1721 car Piotr Wielki w Łodiejnym Polu, u ujścia rzeki Siaś do jeziora Ładoga i na rzece Świr w latach 1702–1703 utworzył Flotyllę Bałtycką. W październiku 1702 flotylla wiosłowa brała udział w opanowaniu Noteburga (później Szlisselburg, obecnie Twierdza Pietropawłowska). W latach 1702–1704 w stoczniach siaśskiej, odoleckiej i łużskiej prowadzono budowę floty okrętów wiosłowych. Dla obrony granic morskich i wybrzeża oraz ochrony komunikacji morskich zorganizowano flotę żaglową z okrętów wybudowanych w Rosji i zakupionych za granicą. Od 1703 do 1723 bazą główna Floty Bałtyckiej był Petersburg, a potem Kronsztad, zaś bazami pomocniczymi Wyborg, Helsingfors i Rewel. W 1704 rozpoczęto budowę Admiralskiej Stoczni w Petersburgu. Pierwszymi budowniczymi okrętów byli majstrowie: F. M. Sklajew, G. Mienszikow, I. Ramberg. Przygotowanie kadr oficerskich dla Floty rozpoczęto w 1701 w Moskwie w Szkole Nawigacyjnej (przeniesiona w 1715 do Petersburga i nazwana Akademią Gwardii Morskiej, a od 1752 Morskim Korpusem Kadetów). Oficerowie floty byli rekrutowani z rodzin szlacheckich, marynarze z niższych stanów. Służba we flocie była dożywotnia. Oficerowie uczyli się matematyki i nawigacji. Praktykowane było wysyłanie kandydatów na oficerów za granicę i wynajmowanie oficerów cudzoziemców.
Od 1703 Flota stacjonowała w nowo wybudowanej bazie w Kronsztadzie. W 1718 zostało utworzone Kolegium Admiralskie – wyższy organ dowódczy floty.
W 1722 cesarska flota liczyła już 130 żaglowych jednostek liniowych, w tym 36 okrętów liniowych, 9 fregat, 3 dwumasztowe okręty zwiadowcze i łącznikowe, 5 okrętów bombardujących oraz 77 okrętów i statków pomocniczych. Flota wiosłowa liczyła 396 okrętów wiosłowych, w tym 253 galery ciężkie i lekkie oraz 143 szkunery. Okręty były budowane w 24 stoczniach, największe z nich to woroneska, kazańska, piresławska, petersburska i astrachańska.
Zasady działania floty zostały unormowane wydanym w 1720 Regulaminem Morskim. Twórcą sztuki operacyjnej floty był Piotr I i jego współpracownicy: F. M. Apraksin, Sieniawin, M. M. Galicyn. Główne zasady prowadzenia wojen morskich, w okresie późniejszym były opracowane przez: G. A. Spirydowa, F. F. Uszakowa, D. N. Siniawina.
W drugiej połowie XVIII wieku w związku z walkami Rosji z Turcją o panowanie na Morzu Czarnym rozpoczęto wzmacniać flotę rosyjską. W 1763 przeorganizowano dowództwo floty, co zostało zatwierdzone w 1765 w wydanym „Regulaminie kierowania przez sztab Admiralicji i sztaby Flot”. Za dowodzenie flotami i eskadrami byli odpowiedzialni dowódcy – fłagmani (admirałowie), zaś kolegia sprawowały nadzór nad fłagmanami. Przy fłagmanach były tworzone kancelarie stanowiące początki sztabów. Rozpoczęto szkolenie większej ilości oficerów, zmieniono także programy nauczania. Z Floty Bałtyckiej po raz pierwszy zostały wyodrębnione eskadry i skierowane na inne morskie teatr działań wojennych. Eskadra admirała Spirydowa po rozbiciu floty tureckiej w 1770 zdobyła panowanie na Morzu Egejskim. W 1771 armia rosyjska opanowała Cieśninę Kerczeńską, z twierdzami Kercz i Jenikale. Po wejściu armii rosyjskiej w deltę Dunaju w 1771 została sformowana Flotylla Dunajska. W 1773 oddział flotylli azowskiej wyszedł na Morze Czarne. Wojna rosyjsko-turecka 1768-74 zakończyła się zwycięstwem Rosji z opanowaniem brzegów Morza Azowskiego i brzegu Morza Czarnego między rzekami Bohem i Dniestrem. Krym został ogłoszony niepodległym, pod protektoratem Rosji, a w 1783 przyłączony do Rosji. W 1778 u ujścia Dniestru założono nowy port – Chersoń, który stał się później bazą Floty Czarnomorskiej.
Rosyjska Marynarka Wojenna na przełomie XVIII/XIX wieku była trzecią marynarką na świecie, po brytyjskiej i francuskiej. W 1787 Flota Czarnomorska liczyła 5 okrętów liniowych i 19 fregat, a Flota Bałtycka 23 okręty liniowe i 130 fregat. Na początku XIX wieku Marynarka Wojenna Rosji składała się z Flot Bałtyckiej i Czarnomorskiej, oraz Flotyll: Kaspijskiej, Białomorskiej i Ochockiej. W marynarce służyło ok. 91 tys. marynarzy. Okręty były wyposażone w artylerię ciężką. W 1802 utworzono Ministerstwo Sił Wojenno-Morskich (przemianowane w 1815 na Ministerstwo Morskie). W 1804 we Flotach były stałe związki operacyjne – dywizje, którym były podporządkowane brygady. Każdy ze związków miał stałe bazy. W 1826 zbudowany w Rosji pierwszy uzbrojony statek parowy „Iżora” o mocy 100 KM, uzbrojony w 8 armat. Od 1827 dowodzenie operacyjno-strategiczne Marynarki Wojennej powierzono Sztabowi Morskiemu, który w 1831 nazwano Głównym Sztabem Morskim (w 1836 rozformowany i w 1855 sformowany ponownie). W 1827 w Ministerstwie Wojny utworzono Radę Admiralicji i Komitet Naukowy. W 1836 w fabryce iżorskiej zbudowano pierwszą parową fregatę z napędem kołowym Bohater (Богатырь) o wyporności 1340 m, mocy 240 KM, uzbrojoną w 28 dział. W latach 1803–1855 rosyjscy marynarze wykonali 40 opłynięć Ziemi. Słaby rozwój techniczno-ekonomiczny Rosji w pierwszej połowie XIX wieku nie dał możliwości budowy floty parowej, co w tym czasie czyniły państwa Europy Zachodniej. W latach sześćdziesiątych XIX wieku flota żaglowa była zamieniana na flotę parową. Po wojnie krymskiej Rosja rozpoczęła budowę parowych okrętów opancerzonych. Budowano opancerzone okręty obrony wybrzeża, monitory i pływające baterie. Okręty miły silną artylerię i mocne opancerzenie, ale mały zasięg oraz małą szybkość. W 1861 zbudowano pierwszą w pełni stalową opancerzoną kanonierkę „Opyt”, a w 1869 rozpoczęto budowę pancernika Piotr Wielki (na uzbrojenie wszedł w 1877). W 1870 rozpoczęto budowę pierwszych krążowników pancernych (weszły na uzbrojenie w latach 1875–1877). W latach 1870–1890 rosyjscy inżynierowie zbudowali stawiacze min i okręty podwodne.
W 1881 wprowadzono Program budowy okrętów na okres 20 lat, który przewidywał budowę 24 pancerników, 15 krążowników i ponad 140 okrętów innych klas. program miał zapewnić Rosji przewagę nad wszystkimi flotami świata. Rosja w tym czasie posiadała: 2 pancerniki, 5 krążowników pancernych, 12 krążowników z opancerzonymi pokładami, 9 kanonierek. Jednocześnie dla tak olbrzymiej floty zamierzano wybudować dogodną bazę, gdyż Kronsztad był za mały i leżał w strefie długotrwałego zalodzenia, a także był zbyt daleko od środkowego Bałtyku. W latach osiemdziesiątych tworzono sztaby związków operacyjnych i taktycznych złożone z różnych specjalistów takich jak nawigatorzy, artylerzyści, minerzy, mechanicy i inni. Główną jednostką była eskadra. Dywizje i brygady zostały zlikwidowane. Eskadra składała się z okrętów różnych klas, zorganizowanych w oddziały (zastępy). Ważne znaczenie miało wprowadzenie do marynarki radia, pozwalającego kierować okrętami na duże odległości. Program był realizowany opornie wskutek trudności finansowych, do 1895 program wykonano tylko w 50%. Spór o lokalizację bazy trwał do 1890. Budowę bazy w końcu rozpoczęto w Lipawie. Przyjęto, że miała ona służyć do obrony w związku ze zmianą założeń operacyjnych Floty Bałtyckiej.

Bandera Marynarki Wojennej ZSRR

Proporzec Marynarki Wojennej ZSRR

W 1898 rosyjska Marynarka Wojenna składała się z Flot: Bałtyckiej i Czarnomorskiej, Flotyll: Kaspijskiej i Syberyjskiej. Miała: 15 pancerników, 23 pancerniki obrony wybrzeża, 6 ciężkich krążowników, 17 krążowników, 9 krążowników minowych, 77 niszczycieli, 96 stawiaczy min, 27 kanonierek. W końcu XIX wieku Marynarka Rosji kończyła przejście na nowe wyposażenie w okręty opancerzone, gwintowana artylerię, broń torpedowo-minową. Spowodowało to konieczność zmiany systemu kompletowania załóg. W Morskim Korpusie Kadetów, przyszłym oficerom rozpoczęto wykładać więcej przedmiotów technicznych, otwarto specjalistyczne oficerskie szkoły morskie szkolące saperów morskich, artylerzystów, nawigatorów i innych. Morski Korpus Kadetów w 1877 przeorganizowano w Akademię Morską. Do 1902 nadrobiono zaległości programu, ale Flotę Bałtycką osłabiono przekazując część sił na Ocean Spokojny. W 1903 przyjęto nowy program rozbudowy floty, przewidziany na 20 lat. Przewidywał on budowę 35 pancerników, 18 krążowników pancernych, 36 krążowników dużych i małych, 290 niszczycieli, 219 torpedowców, 104 okrętów podwodnych 4 stawiaczy min. W 1904 program zweryfikowano, ze względu na sytuację na Dalekim Wschodzie i brak środków. Przyjęto program 10-letni i przewidywał on budowę dla Floty Bałtyckiej: 10 pancerników, 2 krążowników pancernych, 18 niszczycieli, 10 okrętów podwodnych i stawiacza min. Wojna 1904 z Japonią przerwała jego realizację.
Mimo rozbudowy Marynarki, i jej unowocześnienia wojna rosyjsko-japońska 1904–1905 pokazała zacofanie techniczne Rosji i zakończyła się klęską rosyjskiej floty. Większość sił morskich Rosji została zatopiona. Porażka z Japonią spowodowała wybuch pierwszej rewolucji rosyjskiej 1905–1907. We flocie wybuchały powstania – zbuntowały się pancerniki Potiomkin i Oczakow we Flocie Czarnomorskiej w 1905 (w Sewastopolu w buncie wzięli udział również żołnierze i robotnicy portowi). Dwa powstania miały miejsce w Kronsztadzie - jesienią 1905 i w sierpniu 1906.
W 1906 rozpoczęto odbudowę marynarki. Flota Bałtycka liczyła: 3 pancerniki, 2 krążowniki pancerne, 4 duże krążowniki, 20 przestarzałych krążowników minowych, 2 kanonierki i 63 stare niszczyciele. Na początku 1907 postawiono przed Flotą Bałtycką nowe skromne zadanie; nie zezwolić na wysadzenie desantu na wybrzeżu Zatoki Fińskiej. Utworzono Morski Sztab Generalny, który przejął funkcje operacyjno-strategiczne. Założono, że głównym przeciwnikiem Rosji na Bałtyku będą Niemcy, sprzymierzone ewentualnie ze Szwecją. Aby skutecznie działać na morzu, niezbędne było posiadanie 2 eskadr w składzie: po 8 okrętów liniowych, po 4 krążowniki liniowe, po 9 krążowników i po 36 niszczycieli. uznano też za konieczne wbudowanie 180 torpedowców i 120 okrętów podwodnych. Główną bazę postanowiono wybudować w Rewlu. Kronsztad miał być bazą tyłową.
Funkcje administracyjno-gospodarcze realizował Główny Sztab Morski, jako organ Ministra Morskiego. W latach 1910–1912 uznano za konieczne posiadanie na Bałtyku 3 eskadr w składzie: 24 okrętów liniowych, 12 krążowników liniowych, 27 krążowników, 108 niszczycieli (program do 1920 r.). W 1910 i 1912 Morski Sztab Generalny przedstawiał nowe koncepcje wojny na Bałtyku. Działania miały charakter obronny i obrona składać się miała z dwóch pozycji. Główną bazą miał być Rewel (przebudowany do 1917), Kronsztad miał być bazą tyłową. Bazy miały być dodatkowo dozbrojone w artylerię (Rewel – 7 baterii artylerii ciężkiej nabrzeżnej, w tym działa 356 mm, 8 dział 305 mm, 16 haubic 280 mm. W sumie 98 dział kalibru od 120–356 mm.90).
Przed I wojną światową Marynarka Wojenna Rosji składała się z trzech flot: Bałtyckiej, Czarnomorskiej i Oceanu Spokojnego. Miała 7 okrętów liniowych, 14 krążowników, 71 niszczycieli, 23 okręty podwodne. Budowano pierwszy podwodny stawiacz min „Krab”. Rosyjscy konstruktorzy zbudowali okręty typu „Sewastopol”, mające na uzbrojeniu 12 305 mm armat w 4 wieżach. Zbudowano nowy typ niszczyciela „Nowik” i pierwsze na świecie trałowce, nowe wzory i typy min i trałów morskich.

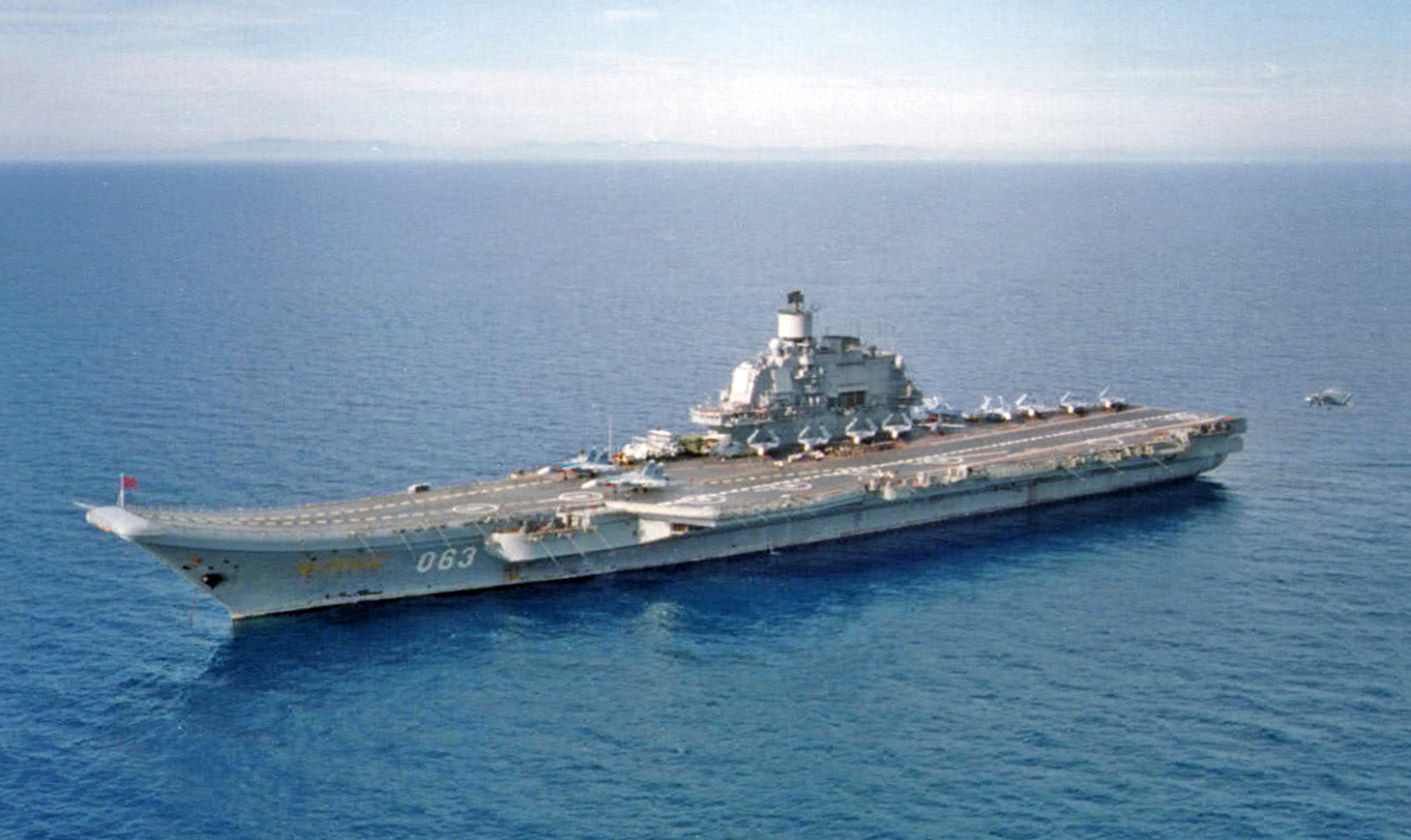
Lotniskowiec Admirał Fłota Sowietskogo Sojuza Kuzniecow

Flaga Dowódcy Marynarki Wojennej Federacji Rosyjskiej

W czasie I wojny światowej flota rosyjska została dozbrojona 7 okrętami liniowymi, 29 niszczycielami, 35 okrętami podwodnymi. Po raz pierwszy pojawiło się lotnictwo morskie. Utworzono Flotyllę Oceanu Północnego. Okręty Flot Bałtyckiej i Czarnomorskiej w czasie działań wojennych atakowały nieprzyjaciela na morskich liniach komunikacyjnych, oraz broniły własnych, broniły wybrzeża, wspomagały wojska lądowe na kierunkach nadmorskich. Dużym sukcesem było postawienie przez Flotę Bałtycką morskich pól minowych w 1914-1915, obrona Zatoki Ryskiej. Flota Czarnomorską współdziała z Armią Kaukaską w 1916 i przeprowadziła blokadę cieśniny Bosfor. Po raz pierwszy we flocie rosyjskiej utworzono związki operacyjne – eskadry, składające się z jednorodnych związków taktycznych i posiadające lotnictwo, tzw. awiatransporty. Taktyka morska została wzbogacona o doświadczenia związane z wykorzystaniem stawiaczy min i okrętów podwodnych.
W czasie I wojny pod wpływem działalności bolszewików rosło niezadowolenie w Marynarce. W lutym 1917 marynarze przeszli na stronę rewolucji. W czasie tzw. rewolucji październikowej marynarze Floty Bałtyckiej stanęli po stronie bolszewików.

### Radziecka Marynarka Wojenna
Marynarka Wojenna ZSRR funkcjonowała w latach 1922–1992.